# M/S Skiftet
M/S Skiftet är en finländsk bil- och passagerarfärja för Ålandstrafiken. Den byggdes 1985 på Valmet Laivateollisuus i Åbo och levererades till Ålands landskapsregering för att segla för Ålandstrafiken. Hon har sitt namn efter fjärden och fyren Skiftet mellan Houtskär och Kökar i den åländska skärgården.
M/S Skiftet går främst på Södra linjen Långnäs–Överö–Sottunga–Kökar–Galtby.

## Olyckor
M/S Skiftet var 2023 nära att ramma Viking Lines M/S Viking Grace vid ett fartygsmöte i farleden i svängen vid Enskär mellan Sottunga och Överö på Åland. En kollision undveks med en marginal på 15 meter.